# Lecidea diducens
Lecidea diducens är en lavart som beskrevs av Nyl. Lecidea diducens ingår i släktet Lecidea och familjen Lecideaceae.  Arten är reproducerande i Sverige. Inga underarter finns listade i Catalogue of Life.